# Irenosen Okojie
Irenosen Iseghohi Okojie MBE FRSL es una escritora de novelas y cuentos nacida en Nigeria que trabaja en Londres . Sus historias incorporan elementos especulativos y también hacen uso de su herencia de África Occidental . Su primera novela, Butterfly Fish, ganó un premio Betty Trask en 2016, y su cuento " Grace Jones " ganó el premio Caine de escritura africana 2020. Fue elegida miembro de la Royal Society of Literature en 2018.

## Biografía

### Primeros años y educación.
El lugar de nacimiento de Irenosen Okojie es Nigeria.Cuando tenía ocho años su familia se trasladó a vivir al Reino Unido. 
Irenosen Okojie asistió a Gresham's, un internado en Holt, Norfolk, antes de ir a St Angela's Convent School en el este de Londres y más tarde al internado para niñas de Stamford. Okojie regresó a Londres para completar su educación y posteriormente asistió a la Universidad Metropolitana de Londres, donde estudió Comunicaciones y Cultura Visual.

### Carrera profesional
Irenosen Okojie es curadora y directora de proyectos artísticos y se ha establecido profesionalmente en Londres. Su primera novela, Butterfly Fish, ganó un premio Betty Trask en 2016.  Sus escritos han sido publicados en The New York Times, The Observer, The Guardian, la BBC y el Huffington Post, y es colaboradora de la antología de 2019 New Daughters of Africa, editada por Margaret Busby. 
Okojie ha recibido nominaciones para varios premios y ha sido juez de otros concursos literarios.      Su colección de cuentos de 2016, Speak Gigantular, fue preseleccionada para el Premio Jhalak inaugural de 2016, así como para el Premio de cuentos cortos Edge Hill de 2017. Su historia Animal Parts fue nominada al Premio Shirley Jackson 2016, y su cuento Synsepalum fue transmitido por BBC Radio 4 para celebrar el Premio Nacional de Cuentos Cortos de la BBC 2018. 
También en 2018, Okojie fue elegida miembro de la Royal Society of Literature .  El 19 de mayo de 2020, fue preseleccionada para el Premio Caine de Escritura Africana, y fue anunciada como la ganadora el 27 de julio de 2020 por su cuento "Grace Jones".   
Okojie fue nombrada Miembro de la Orden del Imperio Británico (MBE) en 2021 por sus servicios a la literatura.

## Premios y reconocimientos
- 2016: Premio Betty Trask (por Pez mariposa )
- 2018: Fue elegida miembro de la Royal Society of Literature
- 2020: Resultó ganadora del premio AKO Caine de escritura africana (con " Grace Jones ")
- 2021: Fue nombrada Miembro de la Orden del Imperio Británico (MBE)